# Glavuljače
Glavuljače (mračnice; lat. Globularioideae), biljna potporodica, dio porodice trpučevki.
Sastoji se od 3 roda
Tipični rod glavulja, je uz još nekoliko rodova nekada uključivana porodici glavuljača ili mračnica (Globulariaceae), danas se vodi kao potporodica trpučevki.

## Rodovi
1. Campylanthus Roth (18 spp.)
2. Globularia L. (27 spp.)
3. Poskea Vatke (2 spp.)